# Четыре двойки
«Четыре двойки» (англ. The Four Deuces) — фильм режиссёра Уильяма Х. Бушнелла.

## Сюжет
Действие фильма разворачивается в период расцвета гангстерских войн в США в 30-е годы. Есть клуб под названием «4 двойки», в котором заправляет Вик Мороно, босс банды под одноимённым названием. Есть ещё один клуб в городе, не менее популярный, чем «4 двойки», под названием «Высокая шляпа», и, конечно же, владелец этого клуба Чико Гамильтон является врагом Вика Мороно. Что дальше должно случится? Конечно же, война! Вик Мороно угоняет грузовик со спиртным, принадлежащим Чико Гамильтону, а тот, в свою очередь, начинает войну.

## В ролях
- Джек Пэлэнс — Вик Мороно
- Кэрол Линли — Венди Ритенхоус, подружка
- Уоррен Берлинджер — Чико Гамильтон
- Адам Рорк — Рус Тиммонс, репортер
- Джанни Руссо — Чип Мороно
- Х.Б. Хэггерти — Микки Наварро
- Джонни Хаймер — Бен Арлен
- Мартин Коув — Смокки Росс
- Э.Дж. Пикер — Лори Роджерс
- Бен Фроммер — Джордж